# Anarete jagdyevi
Anarete jagdyevi är en tvåvingeart som beskrevs av Boris Mamaev 1986. Anarete jagdyevi ingår i släktet Anarete och familjen gallmyggor.
Artens utbredningsområde är Turkmenistan. Inga underarter finns listade i Catalogue of Life.